# Automeris ahuitzotli
Automeris ahuitzotli is een vlinder uit de familie nachtpauwogen (Saturniidae), onderfamilie Hemileucinae.
De wetenschappelijke naam van de soort is voor het eerst geldig gepubliceerd door Lemaire & Wolfe in 1993.